# Alvise Zichichi
Alvise Zichichi (Milano, 4 luglio 1938 – Roma, 21 giugno 2003) è stato uno scacchista italiano, Maestro internazionale, tra i protagonisti degli scacchi italiani per oltre quarant'anni.

## Biografia
Oltre che un forte giocatore è stato arbitro internazionale, organizzatore di importanti eventi scacchistici (tra cui undici edizioni del torneo internazionale di Roma), nonché presidente della Federazione Scacchistica Italiana dal 1996 al 2002.
Fu fondatore dell'A.M.I.S. (Associazione maestri italiani di scacchi, ora sciolta) e direttore per molti anni della rivista Scacchitalia, organo ufficiale della FSI, e di Mondoscacchi,  l'organo ufficiale dell'Associazione Maestri Italiani di Scacchi. 
Fu autore di numerosi articoli giornalistici e pubblicazioni scacchistiche, tra cui "Lezioni di scacchi" (edito da Mursia).
Dopo aver ottenuto un impiego presso il Banco di Roma, si trasferì a Roma, dove visse per il resto della sua vita.

## Carriera
Divenne maestro nel 1963 dopo la partecipazione al 5º torneo di Reggio Emilia 1962/63. Nel 1977 ottenne il titolo di Maestro internazionale.
Nel 1956, a 18 anni, partecipò per la prima volta alla finale del campionato italiano a Rovigo. Nel 1957 fece parte della squadra di Roma che affrontò una rappresentativa di Riga in tournée in Italia capeggiata dal futuro campione del mondo Michail Tal'. Nel 1959 a Roma sconfisse Stefano Tatai 3½-2½ in un match.
Giocò quattordici edizioni del campionato italiano, vincendo la 44ª ad Arcidosso (GR) nel 1985. Nella 45ª, giocatasi sempre nel 1985 a Chianciano Terme, fu secondo.
Vinse per 11 volte il campionato italiano a squadre: in cinque edizioni (1962 a Lerici, 1963 a Imperia, 1964 a Genova, 1966 a Monticelli Terme, 1971 ad Asiago) con la squadra dei dipendenti comunali di Roma; nel 1973 a Tivoli con la squadra dell'Accademia di Roma; infine altre 5 volte (1974 a Milano, 1976 a Venezia, 1977 a Castelvecchio Pascoli, 1979 a San Marino, 1983 a Venezia) con la squadra del Banco di Roma.
Partecipò a sette edizioni delle Olimpiadi per la squadra italiana: Avana 1966, Lugano 1968, Siegen 1970, Nizza 1974, La Valletta 1980, Salonicco 1984, Dubai 1986.
Rappresentò l'Italia anche nei match contro la Svizzera a Como nel 1969 e a Lugano nel 1974 (la sua unica volta in prima scacchiera); nella Clare Benedict Cup a Gstaad nel 1973, al quadrangolare di Castelvecchio Pascoli nel 1975; ai Campionati a squadre della Comunità Europea a Ostenda nel 1975 e a Berlino nel 1980.
Vinse i tornei di La Spezia 1965, Roma 1971, Catanzaro 1971, Roma 1973, Reggio Emilia 1974, Catanzaro 1979, Mogliano Veneto 1983. All'estero vinse gli open di Cagnes-sur-Mer nel 1977 e di Benetússer nel 1978. Vinse anche per quattro volte la competizione scacchistica dei giochi Banesto riservati a dipendenti di istituzioni bancarie: nel 1967, 1969, 1971 e 1973, in ogni occasione a Madrid.
Nel 1996 fu eletto presidente della FSI durante il congresso tenutosi in giugno a Bologna. Tra le principali attività del suo mandato figura la candidatura, poi accettata, di Torino per ospitare le Olimpiadi del 2006.
Nel 2000 divenne campione italiano seniores a Ponte Arche.

## Opere
- Lezioni di Scacchi, Milano, Mursia, 1993, ISBN 978-8842514121